# Martínez (gmina)
Martínez – gmina w Hiszpanii, w prowincji Ávila, w Kastylii i León, o powierzchni 18,06 km². W 2011 roku gmina liczyła 156 mieszkańców.